# Jennifer Tse
Jennifer Tse, de son vrai nom Tse Ting-ting (謝婷婷, née le 7 septembre 1982) est une actrice et mannequin hongkongaise de nationalité canadienne.

## Biographie
C'est la fille de l'acteur Patrick Tse et la sœur cadette de l'acteur Nicholas Tse.
Au cours de sa carrière, elle est surtout connue pour son rôle dans Bruce Lee, naissance d'une légende (2010) où elle joue Pearl Tso, l'amoureuse de Bruce Lee, et dans Naked Soldier (2012) où elle joue la fille d'un policier qui a été enlevé et entraîné pour devenir un assassin.
Dans Siddharta (2014), elle joue la femme du prince Siddhartha Gautama, Yashodhara.

## Vie privée
Elle est diplômée de psychologie de l'université de la Colombie-Britannique.
Elle a fréquenté l'acteur Andy On de 2009 à 2013 puis le producteur de télévision Sean Lee-Davies de 2014 à 2015. Selon une rumeur, elle aurait eu une relation avec Jeremy Renner en 2016, ce qui a plus tard été démenti par Renner lui-même.
Le 3 juin 2019, Tse donne naissance à une fille dont on ignore qui est le père.

## Filmographie
- Bruce Lee, naissance d'une légende (Bruce Lee, My Brother) (2010)
- Hong Kong Ghost Stories (en) (2011)
- Naked Soldier (2012)
- Siddhartha (2014)
- Knock Knock! Who's There? (2015)
- Europe Raiders (en) (2018)